# Mrs. W. H. Foley

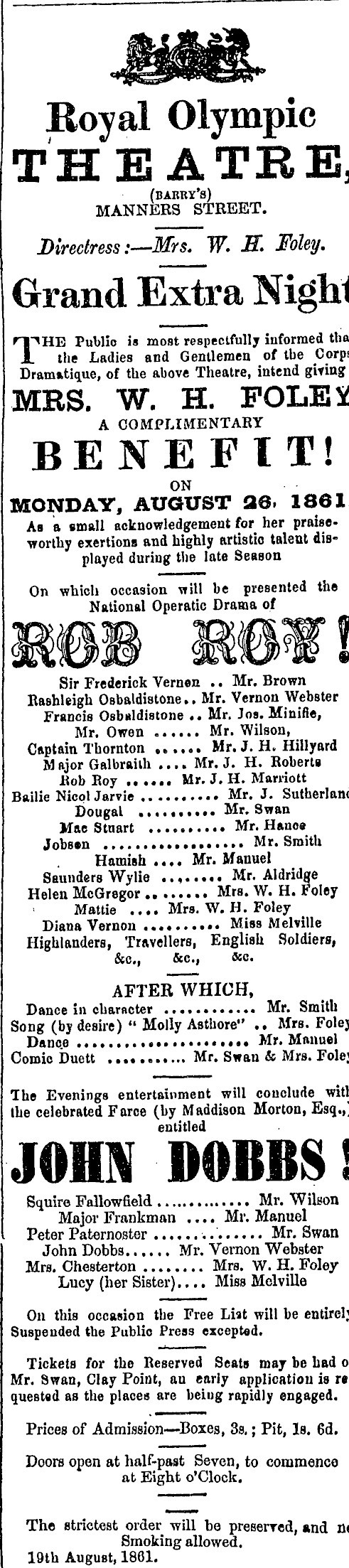
Ankündigung des Royal Olympic Theatre in Wellington mit Mrs. W. H. Foley in zwei Rollen (26. August 1861)

Mrs. W. H. Foley, geb. als Catherine Huggins (* 2. Januar 1821 in Louth, Grafschaft Lincolnshire, England; † 4. März 1887 in Napier, Neuseeland) war eine englischgebürtige neuseeländische Schauspielerin, Sängerin und Unterhaltungskünstlerin.
Catherine Huggins wurde unter ihrem Künstlernamen Mrs. W. H. Foley in Neuseeland bekannt. Den Namen übernahm sie mit den Initialen von ihrem Mann William Henry Foley. Im bürgerlichen Leben trat sie aber auch unter den Namen L. K. Foley, wobei das „L“ für Lucy stand, oder als Catherine Caparn, Lucy Catherine Foley, Lucy Lowten und Lucy Kate Lowten in Erscheinung.

## Frühes Leben
Catherine Huggins wurde am 2. Januar 1821 als Tochter der Eheleute Frances Pierce und Benjamin Edwin Huggins in Louth der Grafschaft Lincolnshire geboren. Ihre Eltern und beide Großelternpaare waren Schauspieler. Über ihre Kindheit, Jugend und Ausbildung ist nichts bekannt.

## Erste Ehe und bürgerliches Leben
Am 17. September 1845 heiratete Catherine den Chemiker und Drogisten Daniel Caparn in der St. Pancras Church in London, nachdem sie zwei Jahre zuvor mit ihm einen Sohn zur Welt gebracht hatte. 1847 wanderte die Familie nach Tasmanien aus, wo Catherine in Hobart als Schneiderin und Hutmacherin arbeitete. Catherine trennte sich von ihrem Mann und ging im Juni 1849 alleine nach San Francisco, wo ihr Mann ihr im September folgte, aber kurz darauf nach Hawaii zog. Dort starb er am 8. Februar 1851.

## Zweite Ehe und erste Bühnenauftritte
In San Francisco lernte sie William Henry Foley kennen, einen Zirkusbesitzer und Theaterunternehmer, der auch als Clown auftrat. Sie heirateten im Juni 1851 in Sacramento. Noch am 23. desselben Monats trat sie als Mrs. W. H. Foley in einer Gesangs- und Tanztruppe in einem Schaustück ihres Mannes auf. Ende 1851 und 1852 traten Catherine mit ihrem Mann auf Hawaii mit Theaterstücken und anderen Darbietungen auf und ließen anschließend Bühnen- und Zirkusvorstellungen in Sydney und Melbourne folgen. Mit ihrem Victoria Circus reisten sie dann nach Nelson, wo sie am 13. September 1855 ankamen und zusammen in der Manege einige komödiantische Charakterstücke aufführten.

## Auftritte als Schauspielerin
Von ihren Fähigkeiten überzeugt, ging sie anschließend alleine nach Auckland und etablierte sich schnell als Schauspielerin mit einem feinen Gespür für öffentlich wirksame Aktionen und einem großen Repertoire an Komödien, Farcen, historischen Stücken und Melodramen, die sie aufführen konnte und von den einfachen Leuten dafür geliebt wurde. William Foley folgte ihr nach Auckland und eröffnete das Theatre Royal in der Stadt, an dem mit der ersten Aufführung das Shakespeare-Stück Othello gespielt wurde, mit Catherine unter dem Namen Mrs. W. H. Foley an der Spitze der Besetzungsliste.
Ende 1856 zog Catherine mit ihrem Mann nach Wellington um, wo sie ihre größten Erfolge als Schauspielerin hatte. In den folgenden zehn Jahren wechselten sich Spielzeiten in Wellington mit Tourneen nach Christchurch, Dunedin, Lyttelton, Napier und Whanganui ab.

## Dritte Ehe und weitere Schauspielerei
Im Oktober 1857 trennte sich Catherine von ihrem Mann und trat erst im Mai 1860 mit ihrem ständigen Hauptdarsteller Vernon Webster (bürgerlicher Name Lowten Lowten) öffentlich in Erscheinung. Als sich der Publikumsgeschmack änderte und immer mehr Tourneetheater aus Übersee nach Neuseeland kamen, gaben Catherine und Lowten am 10. Dezember 1866 Abschiedsvorstellungen in Wellington und noch einige in Whanganui. Am 3. Juli 1867 verließen sie Neuseeland in Richtung Guam und Valparaíso in Chile. Ihre Tournee nahm keinen glücklichen Verlauf und so mussten sie Ende 1868 in Peru auf einer Benefizvorstellung Geld für ihre Rückreise nach Neuseeland sammeln. Dann verlor sich für fünf Jahre ihre Spur.
Irgendwann in diesem Zeitraum gingen Catherine und Lowten nach England, denn im Juni 1873 Lowten nachweislich im Liverpool, wo sich er und sein Bruder Thomas als Bier- und Porterhändler verdienten. In der britischen Volkszählung vom April 1881 wurden Catherine und Lowten als Paar geführt und heirateten schließlich am 11. Mai 1882 in Liverpool. Im Februar 1883 lösten die Brüder Lowten ihre Partnerschaft auf und Ende Dezember kehrten Catherine, die sich jetzt Lucy nannte, mit ihrem Mann nach Neuseeland zurück.
Vom 29. Februar an begannen Lucy mit ihrem Mann Salonunterhaltungen im Theatre Royal in Napier und in einigen nahegelegenen Städten zu veranstalten. Ihr Auftritt am 21. April 1884 in Whanganui war dann ihr gemeinsamer letzter Auftritt. Im Dezember 1884 kehrten beide nach Napier zurück, wo Lowten die Leitung des Royal Hotel übernahm. Nach und nach verschwanden ihre Künstlernamen aus dem öffentlichen Bewusstsein des Landes und Lucy verstarb schließlich am 4. März 1887 als Lucy Kate Lowten in Napier. Sie wurde auf dem Friedhof der Stadt beigesetzt.